# Steenwijkerland
Steenwijkerland là một đô thị ở tỉnh Overijssel phía đông Hà Lan. 
Đô thị này tạo thành toàn bộ góc tây bắc của tỉnh. Khu vực này được gọi là "đứng đầu Overijssel" (tiếng Hà Lan: de kop van Overijssel). Nó giáp với tỉnh Friesland. Thủ phủ của đô thị, Steenwijk, với dân số khoảng 17.100 người, nằm trên xa lộ A32 (Zwolle - Meppel - Leeuwarden) và có một ga đường sắt trên tuyến kết nối các thành phố tương tự.
Steenwijk là trung tâm kinh tế và hành chính của khu vực. Nhiều nhà kinh doanh nhỏ và các doanh nghiệp công nghiệp được đặt ở đây.
Vollenhove có một nhà máy đóng tàu, nơi mà du thuyền được đóng.
Trên tất cả các khu vực, một phần có độ cao dưới mực nước biển, một số khu vực đầm lầy. 